# Seigneurie de Royon
La seigneurie de Royon était une seigneurie du pagus Teruanensis.

## Familles ayant tenu fief à Royon[1],[2],[3]

### Maison de Créquy[4]
Article détaillé : Famille de Créquy
La première mention d'un Royon est celle de Gallia Christiana qui remonte à 893. La seconde mention d'un Royon remonte à 1201 : il s'agit de Hugo de Royon qui vendit le quart de sa propriété (villa) du hameau de Waringheval, actuellement Zoteux, non loin de Royon.
La seigneurie de Royon fut créée par la maison de Créquy. Celle-ci est l'une des plus anciennes et des plus illustres de l'Artois.
Du mariage de Baudoin III de Créquy et de Marguerite de Saint-Omer :
1. Philippe de Créquy, seigneur de Créquy et de Fressin, qui avec Ide de Fosseux perpétua la lignée des seigneurs de Créquy et de Fressin en épousant Ide de Picquigny et donnant naissance à Baudoin IV de Créquy. À noter qu'en 1238, il fit une donation de quelques-uns de ses biens à un seigneur de Contes, et qu'en 1248, il vendit au comte de Saint-Pol la terre de Beaurain qu'il avait héritée de Guillaume de Saint-Omer...
2. Baudoin III (bis) de Créquy, premier seigneur de Torcy et de Royon,
3. Guillaume de Créquy, prévôt de Saint-Pierre-d'Aire de 1241 à 1255.

Pendant ce temps, en 1222, Jean de Contes, fonde une chapellenie à Coupelle.
Et, en mars  1227, on cite comme témoin d'une sentence : Baudoin de Maresville, chanoine de « Bosco ». 
Baudoin II de Créquy, seigneur de Torcy et de Royon eut pour fils Guillaume de Créquy, seigneur de Torcy et de Royon qui épousa Jeanne de Sempy ; il s'ensuivit :
- Jean de Créquy, seigneur de Torcy,
- Noël de Créquy, seigneur de Royon qui épousa Pasquette, et seigneur de Royon.

Il s'ensuivit Noël de Créquy, deuxième du nom, seigneur de Royon, qui épousa Jeanne de Héricourt : ils eurent :
- Oudart de Créquy, seigneur de Royon,
- Enguerrand de Créquy, seigneur de Waubercourt.

Oudart de Créquy seigneur de Royon, épousa le 1er juin 1422 Jeanne de Renty : ils eurent pour unique descendance Jeanne de Royon, dite de Créquy (contemporaine de deux authentiques Jeanne de Créquy : dont une, fille de Jean de Créquy et de Mahaut de Mailly, qui aurait elle épousé Arnoul du Biez.
Jeanne de Royon, fille d'Oudart se maria une première fois à Bernard de Gransart (dit Lancelot) : Collaye de Gransart qui en suivit s'unit à Denis de Tramécourt, d'où descendent les Tramécourt actuels (Wulfrancourt 1183, Auframacourt 1341). Jeanne de Royon s'unit en secondes noces à Jean de Bristel, dit de Brias (mort en 1489) : il en descend toute la maison de Brias. 
Leur second fils Charles, marié le 2 novembre 1497 à Françoise de Humières, a été la tige des seigneurs (de Brias) de Royon.
Oudart de Royon et Jean de Brias furent tous deux tués à la bataille de Montlhéry le 16 juillet 1465. La seigneurie de Royon passa ainsi des Créquy aux Brias (Charles), sous la dépendance du comté de Saint-Pol.
C'est à cette époque (1256), qu'on retrouve la trace d'un Gérard de Royon, dit Bosco avec Béatrice comme épouse et Nicolas comme fils dans un manuscrit témoin d'un échange de terres avec Robert de Contes, « son homme lige ».
En 1375, il est fait mention d'un Henri de Contes, seigneur de Royon et d'Aubin.
En 1414, lors de la réunion des États de l'Artois, se retrouve consignée la présence d'un Royon (Oudart ?) et d'un Brias.
En 1415, les Anglais remportaient la bataille d'Azincourt (à quelques kilomètres à l'est de Royon).

### La maison deBryas
Brias est un château situé à trois kilomètres au nord de Saint-Pol-sur-Ternoise.
Antoine de Royon épousa Marie de Zinneghem, puis se remaria à Jacqueline de la Palme.
Bernard de Bryas de Royon, qui suivit, fut gouverneur de Hesdin vers 1550, épousa Anne de Peussin le 15 février 1555 (A 1611).
Jean de Bryas Seigneur de Royon épousa Anne de Dion le 27 mai 1587.
C'est un Jean de Bryas qui commandait une compagnie de lanciers au service du roi d'Espagne lors du siège d'Hesdin, sous Louis XIII et Richelieu en 1639, par Mr De La Meilleuraye.
Le rattachement de l'Artois à la France par le traité des Pyrénées suivit en 1659. 
Suivit François Bernard de Bryas qui eut en secondes noces avec Odile de Noyelles Louis joseph qui suit.
En 1692, Louis Joseph de Bryas, seigneur de Royon, député général de la noblesse d'Artois, fut nommé Marquis de Royon par lettres patentes. De son mariage avec Alexandrine de Bernard naquit Charles Louis François qui épousa Marie Eugénie Brigitte de Croÿ en 1711 (A 1759).
Dans le regeste de l'élection d'Artois de 1675 à 1714 f° 256 ou dans le regeste des commissions, f° 440, on retrouve :
" Erection en Marquisat par lettres données à Versailles, de la terre de Royon qui est d'un revenu considérable, qui a un château et dont relèvent quarante fiefs nobles ....
S'ensuivirent Ferdinand Philippe Bernard et Anne François Eugène. .. et la Révolution.

### Les seigneurs deHautecloque
Article détaillé : Famille de Hauteclocque
Hautecloque est situé à cinq kilomètres au sud de Saint-Pol-sur-Ternoise.
Hautecloque se situe à quelques kilomètres au sud de Saint-Pol et de Brias, mais on retrouve aussi des Hauteclocque le long de la vallée de la Canche, à Wail en particulier, où en 1840 existait une forte concentration de Royon.
Aux lendemains de la révolution la famille de Hauteclocque racheta aux Brias, émigrés, le château de Royon. Occupé par les allemands, il fut entièrement détruit par la RAF en 1944, et reconstruit au titre des dommages de guerre.
Serge de Hauteclocque est actuellement le maire de Royon.

## Tenure de Royon (Cervières)
Il existait également une tenure de Royon à Cervières,, (Forez-Velay).
La première mention du hameau de Royon est faite dans les Chartes du Forez où, par un acte du 11 novembre 1294, Jean, comte de Forez accense à Jean Béranger, de Cervières, le moulin (molendinum) de Royon sis sur le ruisseau qui sort de l'étang (stagnum) de Royon, sous le château de Cervières (71), ce qui constitue le tenementum de Royon, proche de la frontière langue d'Oc / langue d'Oil.
Le 5 juillet 1342, Barthélémy de Royon, héritier de J. de la Chivechery, puis le 18 février 1347 Bertrand, son fils et héritier héritent (tiennent en fief lige) du ténement de la Chivecheri, aux Salles, mandement de Cervières, jouxte feu Simonet et André  de Coavolp (Coavoux, ou queue de renard...) et le Ruyllon.
En note s'ensuit une longue discussion pour savoir s'il existe une différence entre le grand et le petit Ruillon (ou Rullion, ou Ruyllon) et Royon ainsi qu'entre le pont de Rulhon (hameau de Mérange) et le moulin de Royon ... Il est tentant de faire de Royon (ou de l'étang de la Goutte le grand Ruyllon, et de Ruillon le petit Ruyllon.
L'intérêt trouvé à cette note est d'admettre une origine commune ou voisine  aux anthroponymes Ruyllon, Rullion et Rolhion (centré sur Ambert) et .. Royon.
En 1352, Barthélémy (Bertholon) de Royon est cité à Cervières, censitaire à Lestra (actuellement l'Etrat, hameau au nord de Cervières), puis l'honnête homme J. Royon en 1412 et Mat. Royon en 1433 
- (A. N. P490, no 82),(A D. Loire, B 1887, 1900).

## Pour approfondir

### Pages connexes
- Royon
- Château de Royon
- Famille de Créquy
- Famille de Bryas
- Famille de Hauteclocque